# Вецара (Казерта)
Вецара је насеље у Италији у округу Казерта, региону Кампанија.
Према процени из 2011. у насељу је живело 207 становника. Насеље се налази на надморској висини од 490 м.